# Плотников, Валерий Павлович
Вале́рий Па́влович Пло́тников (род. 5 мая 1940, Дзержинск) — советский боксёр, представитель лёгкой и полулёгкой весовых категорий. Выступал на всесоюзном уровне на всём протяжении 1960-х годов, двукратный чемпион СССР, чемпион Спартакиады народов СССР, серебряный и бронзовый призёр советских национальных первенств, участник летних Олимпийских игр в Мехико. На соревнованиях представлял спортивное общество «Буревестник», почётный мастер спорта СССР.
Также известен как преподаватель РНИМУ им. Н. И. Пирогова, профессор, доктор медицинских наук.

## Биография
Валерий Плотников родился 5 мая 1940 года в городе Дзержинске Нижегородской области. Учился в Москве в Государственном центральном институте физической культуры, занимался боксом в добровольном спортивном обществе «Буревестник» под руководством заслуженного тренера СССР Георгия Ованесовича Джерояна.
Впервые заявил о себе ещё в 1960 году, став бронзовым призёром юниорского первенства Советского Союза в Алма-Ате.
Первого серьёзного успеха на взрослом всесоюзном уровне добился в сезоне 1962 года, когда выступил на чемпионате СССР в Киеве и в зачёте лёгкой весовой категории завоевал награду бронзового достоинства — на стадии полуфиналов потерпел поражение от Виликтона Баранникова. Год спустя вошёл в состав советской национальной сборной и побывал на играх GANEFO в Джакарте, где так же стал бронзовым призёром. На чемпионате СССР 1964 года в Хабаровске добавил в послужной список ещё одну бронзовую медаль, выигранную в лёгком весе.
В 1966 году на чемпионате СССР в Москве Плотников получил серебро, уступив в решающем поединке Борису Никонорову. Затем он принял решение спуститься в полулёгкую весовую категорию, и это решение принесло ему успех — на IV летней Спартакиаде народов СССР, где также разыгрывался чемпионат СССР по боксу, Валерий Плотников одолел всех своих соперников по турнирной сетке, в том числе в финале взял верх над Александром Шашковым.
На чемпионате СССР следующего сезона, прошедшем в Ленинакане, Плотников закрепил за собой звание сильнейшего боксёра страны в полулёгком весе, одержав победу на всеми оппонентами и в частности над титулованным Станиславом Степашкиным в финале. Благодаря череде удачных выступлений удостоился права защищать честь страны на летних Олимпийских играх в Мехико — благополучно прошёл здесь первых двоих соперников, но в четвертьфинале со счётом 1:4 проиграл мексиканцу Антонио Рольдану, который в итоге и стал новым олимпийским чемпионом в этом весе.
После Олимпиады в Мехико Плотников ещё в течение некоторого времени оставался действующим спортсменом и продолжал принимать участие в различных соревнованиях. Так, в 1969 году он выиграл бронзовую медаль на чемпионате СССР в Казани (был остановлен в полуфинале Семёном Трестиным), представлял Москву на командном первенстве Советского Союза.
Выступая на ринге, Валерий Плотников умел отлично вести ближний бой, задавая с первого раунда темп, который очень не многие соперники выдерживали до конца. Отличался стойкостью и мужеством в поединке. За выдающиеся спортивные достижения удостоен звания «Почётный мастер спорта СССР».
После завершения карьеры спортсмена В. П. Плотников полностью посвятил себя медицине. Окончил Московский государственный медицинский институт и с 1974 года работал здесь преподавателем на кафедре реабилитации, спортивной медицины и физической культуры. В 2002 году защитил докторскую диссертацию, профессор. Автор 9 учебно-методических пособий, более 90 научных статей по спортивной медицине, лечебной физкультуре, физиотерапии.